# Sarita Romit Singh
Prakash Sarita Romit Singh (* 26. Oktober 1989 in Asmoli, Uttar Pradesh) ist eine indische Hammerwerferin.

## Sportliche Laufbahn
Erste internationale Erfahrungen sammelte Sarita Romit Singh bei den Asienmeisterschaften 2017 in Bhubaneswar, bei denen sie mit 58,71 m den sechsten Platz belegte. Im Jahr darauf nahm sie an den Asienspielen in Jakarta teil und wurde dort mit 62,03 m Fünfte.
2015 wurde Singh indische Meisterin im Hammerwurf.